# Washuk
Washuk (Urdu: ضِلع چاغى) is een district in de Pakistanse provincie Beloetsjistan. Het district heeft een oppervlakte van 33.093 km² (ongeveer net zo groot als België) en telde in 2017 ongeveer 175.000 inwoners, waarmee de bevolkingsdichtheid uitkomt op 5,3 inw./km². De hoofdplaats (en enige stedelijke nederzetting) van het district is de gelijknamige stad Washuk met ongeveer 22.000 inwoners.

## Bevolking
In maart 2017 had het district Washuk 175.712 inwoners, waarvan 91.841 mannen, 83.870 vrouwen en 1 transgender. Het overgrote deel van de bevolking leefde op het platteland, namelijk 153.877 personen (87,6%). De urbanisatiegraad was laag en bedroeg slechts 12,4% (21.835 personen). De hoofdplaats en de enige stad in het district is Washuk - waar de totale stadsbevolking leeft.
| Bevolking (1998) | Bevolking (2017) |
| ---------------- | ---------------- |
| 110.009          | 175.712          |

De meest gesproken taal in het district was Beloetsji (84%), gevolgd door sprekers van het Brahui (15%).
De geletterdheid bedroeg in 2017 ongeveer 24%, terwijl 76% van de bevolking niet kon lezen en schrijven. Van de mannen kon 30% lezen en schrijven, van de vrouwen kon slechts 17% dit.

## Tehsils
Het district bestaat uit vijf tehsils:
| Tehsil       | Bevolking (vt. 2017) |
| ------------ | -------------------- |
| Besima       | 40.420               |
| Mashkhel     | 38.657               |
| Nag          | 34.269               |
| Shahoo Garhi | 27.616               |
| Washuk       | 35.244               |